# Championnats du monde juniors de ski alpin 2010
Navigation
Édition précédente Édition suivante
La 29e édition des Championnats du monde juniors de ski alpin se déroule du 31 janvier 2010 au 6 février 2010 dans trois stations françaises : Megève, Les Houches et Chamonix.

## Podiums

### Hommes
| Épreuve                 | Médaille d'or   | Médaille d'argent   | Médaille de bronze |
| Descente 04/02/2010     | Mattia Casse    | Frederic Berthold   | Bostjan Kline      |
| Super G 01/02/2010      | Maxence Muzaton | Espen Lysdahl       | Mattia Casse       |
| Slalom géant 31/01/2010 | Mathieu Faivre  | Stefan Luitz        | Espen Lysdahl      |
| Slalom 02/02/2010       | Reto Schmidiger | Lukas Tippelreither | Sergei Maitakov    |
| Combiné 05/02/2010      | Colby Granstrom | Jacopo Di Ronco     | Kelby Halbert      |

### Femmes
| Épreuve                 | Médaille d'or     | Médaille d'argent           | Médaille de bronze      |
| Descente 04/02/2010     | Jéromine Geroudet | Jessica Depauli             | Lotte Smiseth Sejersted |
| Super G 31/01/2010      | Marine Gauthier   | Jéromine Geroudet           | Michelle Morik          |
| Slalom géant 05/02/2010 | Mona Løseth       | Lena Dürr Federica Brignone |                         |
| Slalom 01/02/2010       | Christina Geiger  | Mona Løseth                 | Sara Hector             |
| Combiné 05/02/2010      | Mona Løseth       | Lotte Smiseth Sejersted     | Jessica Depauli         |

## Tableau des médailles
| Rang | Nation     | Or | Argent | Bronze | Total |
| ---- | ---------- | -- | ------ | ------ | ----- |
| 1    | France     | 4  | 1      | 0      | 5     |
| 2    | Norvège    | 2  | 3      | 2      | 7     |
| 3    | Italie     | 1  | 2      | 1      | 4     |
| 4    | Allemagne  | 1  | 2      | 0      | 3     |
| 5    | États-Unis | 1  | 0      | 0      | 1     |
| 5    | Suisse     | 1  | 0      | 0      | 1     |
| 7    | Autriche   | 0  | 3      | 2      | 5     |
| 8    | Canada     | 0  | 0      | 1      | 1     |
| 8    | Russie     | 0  | 0      | 1      | 1     |
| 8    | Slovénie   | 0  | 0      | 1      | 1     |
| 8    | Suède      | 0  | 0      | 1      | 1     |